# Öhrli
Das Öhrli oder der Öhrlikopf ist ein 2193 m ü. M. hoher Berg im Alpsteinmassiv im Schweizer Kanton Appenzell Innerrhoden.

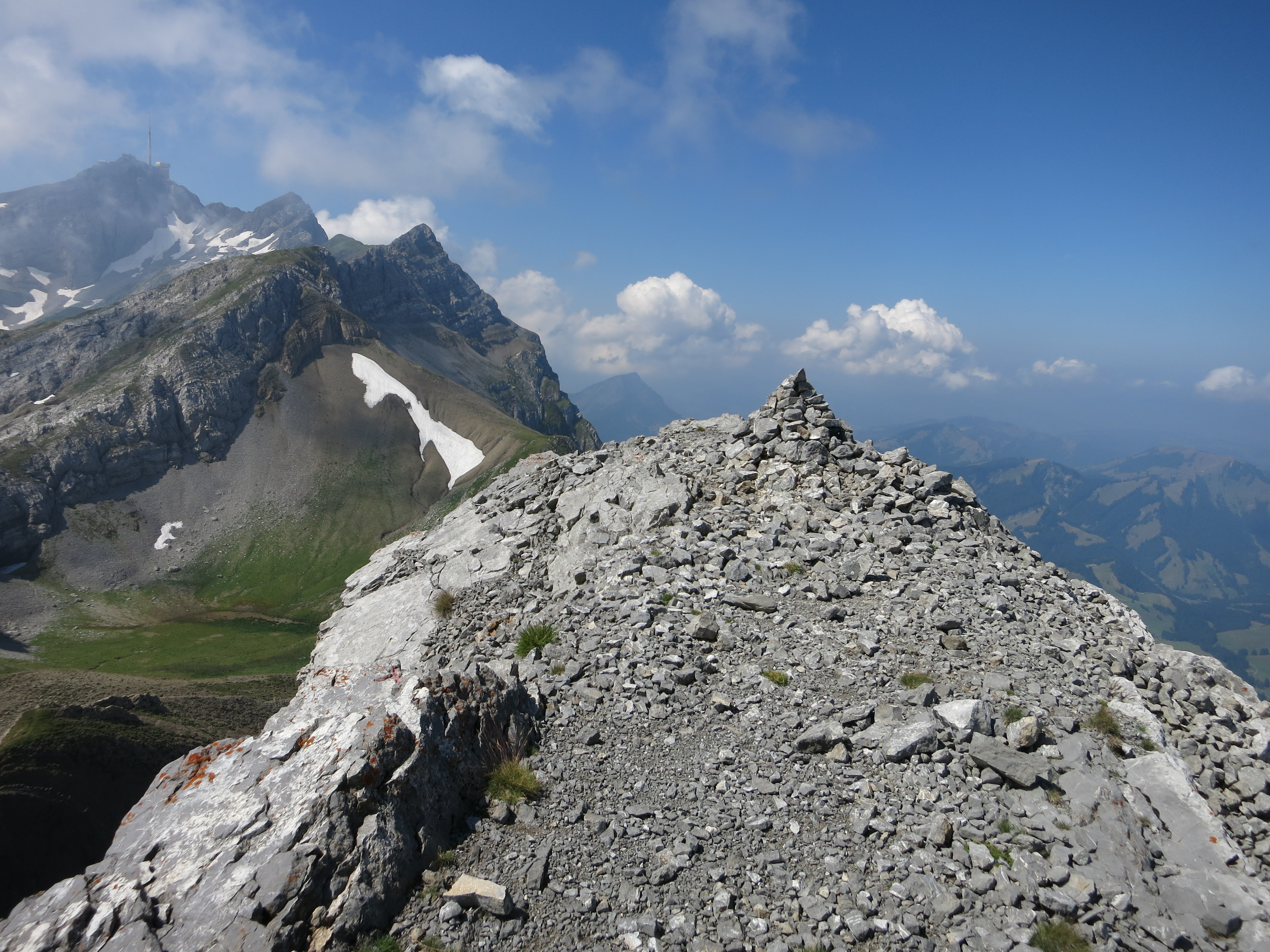
Auf dem Gipfel des Öhrli; links hinten der Säntis

Westlich davon befinden sich die Nasenlöcher.

## Zugang
Vom Wanderweg zwischen Schäfler und Säntis führt ein unmarkierter Steig mit Kletterpassagen auf den Gipfel dieses Felsens.